# 진 희공
진 희공(陳 僖公, ? ~ 기원전 796년, 재위: 기원전 831년 ~ 기원전 796년)은 중국 춘추 시대 진(陳)나라의 7대 임금으로, 휘는 효(孝)이다.

## 사적
아버지 유공(幽公)이 죽은 후 뒤를 이었다.
희공 36년(기원전 796)에 죽으니, 아들 영(靈)이 뒤를 이었다.
| 전임 아버지 유공 영 | 제7대 진나라의 후작 기원전 831년 ~ 기원전 796년 | 후임 아들 무공 영 |